# Col d’Izoard
Der Col d’Izoard ist ein 2360 Meter hoher Straßenpass in den Französischen Alpen, Département Hautes-Alpes und ist der dritthöchste Pass der Route des Grandes Alpes.

## Verkehrstechnische Erschließung

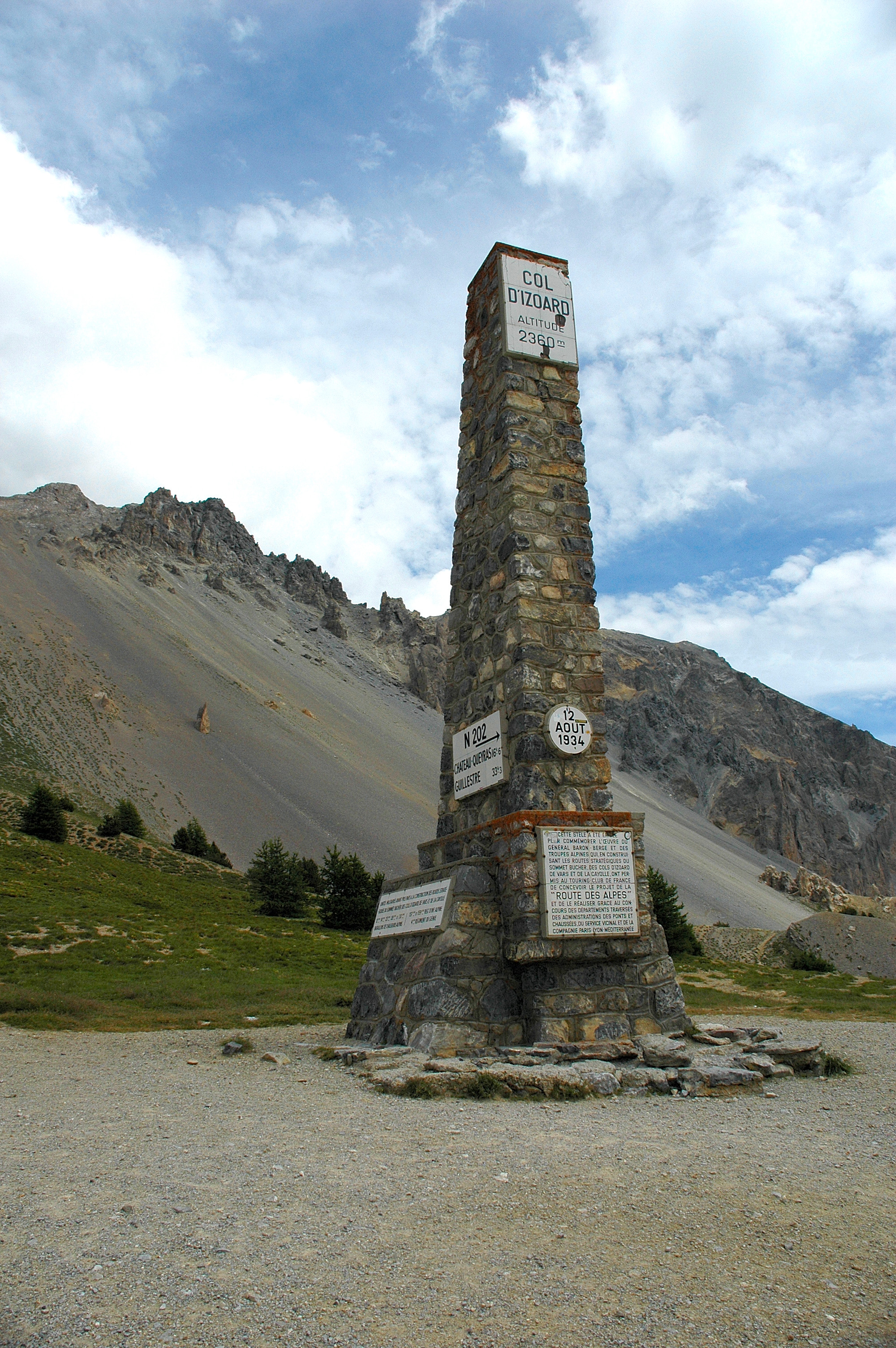
Höhenmarkierung auf dem Col d’Izoard

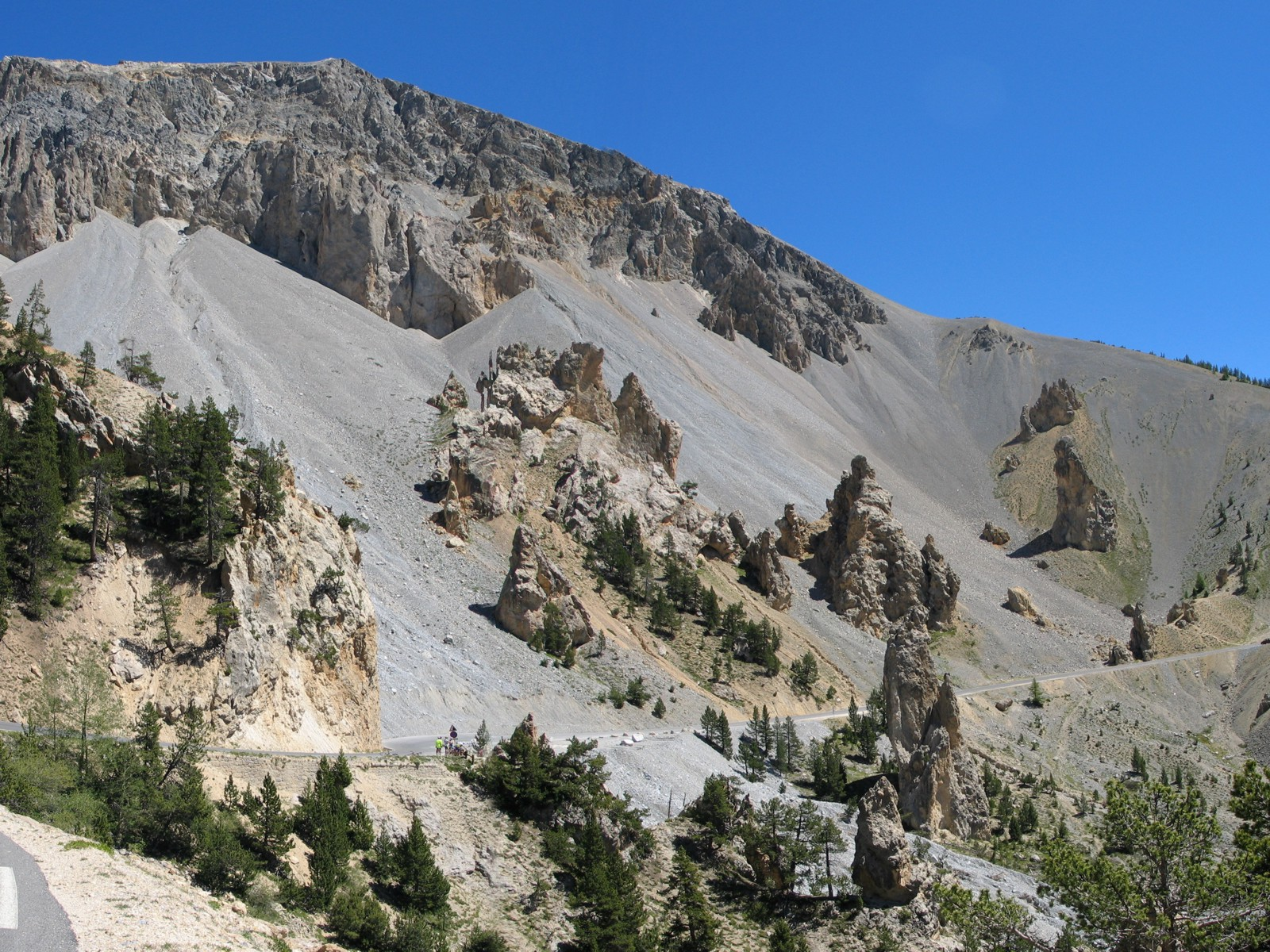
Die Casse Déserte auf der Südseite des Passes

Die Straße verbindet Briançon und das Tal des Guil in der Tallandschaft Queyras. Verkehrstechnisch hat der Pass nur geringe Bedeutung, da die durch das Tal der Durance führende Alternativroute kürzer und besser ausgebaut ist.
Von Norden führt die Straße, die einen durchgängig markierten Radfahrstreifen hat, durch das Tal der Cerveyette bis zum Dorf Saint Michel und weiter durch ein alpines Hochtal. Mit dem Eintritt in den Wald beginnt eine serpentinenreiche Strecke, die kurz vor dem Refuge Napoléon aus dem Wald heraustritt und die letzten Höhenmeter in weiten Schleifen überwindet. Auf der Südseite folgt die Casse Déserte, das „menschenleere Geröll“, eine trockene Verwitterungslandschaft mit Schutthalden und Felsnadeln. Die Straße überwindet mit weiteren Serpentinen die Talstufe bis zum Dorf Brunissard und fällt dort mit recht starkem Gefälle ohne größere Kurven weiter ab. In der Nähe des Dorfes Château-Queyras trifft die Straße mit der vom Col Agnel kommenden Strecke zusammen. Weiter talabwärts Richtung Guillestre wird die Schlucht „Combe du Queyras“ passiert.
Beide Aufstiege sind in Abständen von einem Kilometer mit speziellen Schildern für Radfahrer ausgestattet.

## Tour de France
Der Pass stand 36 Mal (Stand 2019) im Programm der Tour de France, erstmals im Jahr 1922. Erstüberquerer bei der Tour de France war Philippe Thys. Der Radsportgeschichte des Passes widmet sich ein kleines Museum auf der Passhöhe. Das Museum ist aber seit 2009 meist geschlossen. Bei der Tour de France 2019 gewann Damiano Caruso die 18. Etappe, die von Briançon auf den Col d’Izoard führte. 2017 hatte bei den Frauen Annemiek van Vleuten im Rahmen von La Course by Le Tour de France auf dem Izoard triumphieren können.